# Tomba de l'antipapa Joan XXIII
La Tomba de l'Antipapa Joan XXIII és el monument funerari de marbre de l'antipapa Joan XXIII (Baldassare Cossa), creat per Donatello i Michelozzo per al Baptisteri de Sant Joan (Florència), el qual queda adjacent a la Basílica de Santa Maria del Fiore.
Va ser encomanat pels executors del testament de Cossa, després de la seva mort el 22 de desembre de 1419, i va ser completat durant els anys 1420, establint-lo com unes de les primeres fites de la Florència del Renaixement. D'acord amb Ferdinand Gregorovius, la tomba és «alhora el sepulcre del Cisma d'Occident en una església i l'última tomba papal que es troba fora de la mateixa Roma»".
Cossa tenia una llarga història de cooperació amb Florència, que l'havia vist com el pontífex legítim en una època durant el Cisma d'Occident. El monument de la tomba s'interpreta sovint com una temptativa de consolidar la legitimitat del pontificat de Cossa, lligant-lo a un lloc espiritual de gran abast com era el Baptisteri. L'evocació del simbolisme papal a la tomba i l'acoblament entre Cossa i Florència s'han interpretat com un desdeny al successor de Cossa, el papa Martí V.